# بابا قدرت
بابا قدرت (بالفارسية: باباقدرت) هي قرية تقع في قسم بام الريفي (مقاطعة إسفراين) في إيران. يقدر عدد سكانها بـ 16 نسمة .